# Kubovics Imre
Kubovics Imre (Nagymácséd, 1925. november 5. –) geológus, egyetemi tanár. Nagymácsédon született. 1949-től 1953-ig a Pázmány Péter (később Eötvös Loránd) Tudományegyetem geológus szakán tanul és szerez diplomát. 1962-ben szerezte meg az egyetemi doktori, 1966-ban a földtudományok kandidátusa, 1975-ben a tudomány doktora fokozatot. 1966 és 1993 között vezette az ELTE Természettudományi Kar (ELTE TTK) Kőzettani-Geokémiai tanszékét. 1977 és 1983 között az ELTE TTK dékáni tisztét töltötte be. 1993 és 1994 között előbb Antall József, majd Boross Péter kormányában, a Művelődési és Közoktatási Minisztérium felsőoktatási helyettes államtitkára volt. 1997-től 2011-ig az MTA Geonómiai Tudományos Bizottságának elnöke. Jelenleg is aktív kutató, 1996 óta az ELTE professzor emerituszaként dolgozik.

## Kutatói munkássága
Korai kutatásaiban a Velencei-hegység nyomelem-geokémiai vizsgálatát végezte el, melynek során a felszíni kőzetátalakulási termékekben aranydúsulást mutatott ki. Kandidátusi disszertációjában a Mátra északkeleti és nyugati részének részletes kőzettani-vulkanológiai feldolgozását végezte el. Az 1960-as évek második felétől a kísérleti magmás kőzettan területén dolgozott az ELTE TTK-n létrehozott petrurgiai laboratóriumban. Az olvadékszerkezettel foglalkozó kutatásaival nyerte el a földtudományok doktora fokozatot, és kutatási eredményeinek egy részét szabadalmakban rögzítették. Az 1980-as évektől a hazai mezozoos magmás kőzetek kőzettani-geokémiai vizsgálatával foglalkozott. E kutatások hozzájárultak a Kárpát-medence magmás fejlődésének pontosabb megértéséhez. Az 1990-es évektől kozmopetrológiai kutatásokkal foglalkozik. E munka során a Kárpát-medencében hullott és talált meteoritok korszerű módszerekkel történő kőzettani-geokémiai újravizsgálatát végzi. Kutatómunkája kiterjedt a Hold kőzetek, és az antarktiszi meteoritok (pl. ALHA 77005) tanulmányozására is.

## Közéleti tevékenysége
1967-1978 között az IMA nemzeti képviselője és az Oktatási Bizottsága tagja
1969-1973 között az OM-MTA Földtani Koordinációs Bizottság titkára
1973-tól a Földtani Szakbizottság, majd (1981-) Földtani-bányamérnöki szakbizottság tagja
1973-1980 között a KAPG I. 9. téma (vulkanológia) nemzetközi munkabizottság vezetője
1973-tól kezdődően, két ciklusban, az IAVCEI nemzeti képviselője és a Vulkanológiai Nemzeti Bizottság elnöke
1967-1973 között a Magyarhoni Földtani Társulat Ásványtan-Geokémiai Szakosztály titkára, majd két cikluson át elnöke, 1993-1994 között az OTKA tagja, 1993-1994 között a Földtani Tudományos Tanács tagja, 1993-1994 között a FEFA elnöke, 1999-2008 között az MTA Etikai Bizottságának tagja
1997-2011 között az MTA (X. és XI. osztály közös) Geonómiai Tudományos Bizottságának elnöke, 
2005-től az MTA Földtudományi Komplex Tudományos Bizottságának tagja

## Elismerései
- 1965. Az oktatásügy kiváló dolgozója
- 1972. A földtani kutatás kiváló dolgozója
- 1983. A Munka Érdemrend arany fokozata
- 1983 Eötvös Emlékérem arany fokozata
- 1985. Pro Universitate Emlékérem (ELTE)
- 1992. Felsőoktatási Emlékplakett
- 1995. Szent-Györgyi Albert-díj
- 1996. Apáczai Csere János Emlékérem arany fokozata
- 2000. Magyar Köztársasági Érdemrend középkeresztje
- 2005. Eötvös József koszorú
- 2005. Eötvös Loránd Tudományegyetem tiszteletbeli doktora és professzora
- 2005. Nagymácséd díszpolgára
- 2007. Apáczai Csere János Emléklap és emlékérem

## Művei

### Kötetek
- Kőzetmikroszkópia; Tankönyvkiadó, Bp., 1964
- Geobotanikai kutatómódszerek; Mérnöki Továbbképző Intézet, Bp., 1963 (Mérnöki Továbbképző Intézet előadássorozatából)
- Kubovics Imre–Pantó György: Vulkanológiai vizsgálatok a Mátrában és a Börzsönyben; Akadémiai, Bp., 1970
- Kubovics I. (1992): Kőzetmikroszkópia I. A kőzetmikroszkópia módszertana. Tankönyvkiadó, Budapest
- Kubovics I. (1993): Kőzetmikroszkópia II. A kőzetalkotó ásványok. Tankönyvkiadó, Budapest
- Általános kőzettan. A földövek kőzettana; Mundus, Bp., 2008 (Mundus – természettudományok)

### Tudományos közlemények
- I. Kubovics, K. Gál-Sólymos, Sz. Bérczi, Á. Holba, B. Lukács, Z. Puskás, Gy. Szakmány, K. Török (1997): Experimental investigations on ALHA 77005, 105-3 shergottite sample from Antarctica. Annales Univ. Sci. Bud. R. Eötvös Nom. Sect. Geophys. Meteo. T. XII. Budapest, 1996. p. 21. (ISSN 0237-2738)
- I. Kubovics, Sz. Bérczi, Z. Ditrói-Puskás, K. Gál-Sólymos, B. Nagy, A. Szabó (1997): Preliminary report of Kaposfüred: a new iron meteorite from Hungary. Acta Mineralogica-Petrographica, Szeged, XXXVIII. pp. 111–117.
- Kubovics I., Gál-Sólymos K., Ditrói-Puskás Z., Bérczi Sz. (2000): New results from the Kaba meteorite Part I. Chondrules. Acta Geologica Hungarica, 43/4, 477-492. (ISSN 0236-5278)
- I. Kubovics, Sz. Bérczi, Gy. Don, Z. Ditrói-Puskás, K. Gál-Sólymos, T. Földi, P. Solt, Gy. Záray (2001): New studies on meteorites from Hungary: Corrections in the London Meteorite Catalogue dataset. Meteoritics & Planetary Science, vol. 36, Supplement, p.A107
- Lukács B., Kubovics I., Stegena L., Bérczi Sz. (1994): Evolution of Extraterrestrial Materials and Structures. (Ed. Volume of 5th Symposium on Evolution of Matter.) MTA-KFKI-1994-22/C. Budapest

## Külső hivatkozások
- A Kaba CV3 szenes kondrit vizsgálata
- A Kárpát-medence meteoritjainak újravizsgálata I.[halott link]
- LPSC Közlemény holdkőzet tanulmányokról

1. ↑  Petőfi Irodalmi Múzeum. Petőfi Irodalmi Múzeum